# Arrondissement Châteaudun
Das Arrondissement Châteaudun ist eine Verwaltungseinheit des Départements Eure-et-Loir in der französischen Region Centre-Val de Loire. Unterpräfektur ist Châteaudun.
Im Arrondissement liegen vier Wahlkreise (Kantone) und 61 Gemeinden.

## Wahlkreise
- Kanton Brou (mit 9 von 25 Gemeinden)
- Kanton Châteaudun
- Kanton Illiers-Combray (mit 2 von 40 Gemeinden)
- Kanton Les Villages Vovéens (mit 26 von 57 Gemeinden)

## Gemeinden
Die Gemeinden des Arrondissements Châteaudun sind:
| 1. Alluyes (28005)               | 2. Baigneaux (28019)                  | 3. Bazoches-en-Dunois (28028)        | 4. Bazoches-les-Hautes (28029)        |
| 5. Bonneval (28051)              | 6. Bouville (28057)                   | 7. Brou (28061)                      | 8. Bullainville (28065)               |
| 9. Châteaudun (28088)            | 10. Cloyes-les-Trois-Rivières (28103) | 11. Commune nouvelle d’Arrou (28012) | 12. Conie-Molitard (28106)            |
| 13. Cormainville (28108)         | 14. Courbehaye (28114)                | 15. Dambron (28121)                  | 16. Dampierre-sous-Brou (28123)       |
| 17. Dancy (28126)                | 18. Dangeau (28127)                   | 19. Donnemain-Saint-Mamès (28132)    | 20. Flacey (28153)                    |
| 21. Fontenay-sur-Conie (28157)   | 22. Gohory (28182)                    | 23. Guillonville (28190)             | 24. Jallans (28198)                   |
| 25. La Chapelle-du-Noyer (28075) | 26. Le Gault-Saint-Denis (28176)      | 27. Logron (28211)                   | 28. Loigny-la-Bataille (28212)        |
| 29. Lumeau (28221)               | 30. Marboué (28233)                   | 31. Meslay-le-Vidame (28246)         | 32. Moléans (28256)                   |
| 33. Montboissier (28259)         | 34. Montharville (28260)              | 35. Moriers (28270)                  | 36. Mottereau (28272)                 |
| 37. Neuvy-en-Dunois (28277)      | 38. Nottonville (28283)               | 39. Orgères-en-Beauce (28287)        | 40. Péronville (28296)                |
| 41. Poupry (28303)               | 42. Pré-Saint-Évroult (28305)         | 43. Pré-Saint-Martin (28306)         | 44. Saint-Avit-les-Guespières (28326) |
| 45. Saint-Christophe (28329)     | 46. Saint-Denis-Lanneray (28334)      | 47. Saint-Maur-sur-le-Loir (28353)   | 48. Sancheville (28364)               |
| 49. Saumeray (28370)             | 50. Terminiers (28382)                | 51. Thiville (28389)                 | 52. Tillay-le-Péneux (28390)          |
| 53. Trizay-lès-Bonneval (28396)  | 54. Unverre (28398)                   | 55. Varize (28400)                   | 56. Vieuvicq (28409)                  |
| 57. Villampuy (28410)            | 58. Villemaury (28330)                | 59. Villiers-Saint-Orien (28418)     | 60. Vitray-en-Beauce (28419)          |
| 61. Yèvres (28424)               |                                       |                                      |                                       |

## Ehemalige Gemeinden seit der landesweiten Neuordnung der Arrondissements
bis 2018: Saint-Denis-les-Ponts, Lanneray
bis 2017: Bullou, Mézières-au-Perche
bis 2016: Arrou, Autheuil, Boisgasson, Charray, Châtillon-en-Dunois, Civry, Cloyes-sur-le-Loir, Courtalain, Douy, La Ferté-Villeneuil, Langey, Le Mée, Lutz-en-Dunois, Montigny-le-Gannelon, Ozoir-le-Breuil, Romilly-sur-Aigre, Saint-Cloud-en-Dunois, Saint-Hilaire-sur-Yerre, Saint-Pellerin